# Шандрово (Росія)
Шандрово (рос. Шандрово) — село в Лукояновському районі Нижньогородської області Російської Федерації.
Населення становить 813 осіб. Входить до складу муніципального утворення Шандровська сільрада.

## Історія
Від 2009 року входить до складу муніципального утворення Шандровська сільрада.

## Населення
| 2002 | 2010 |
| ---- | ---- |
| 866  | ↘813 |